# Florian Meyer

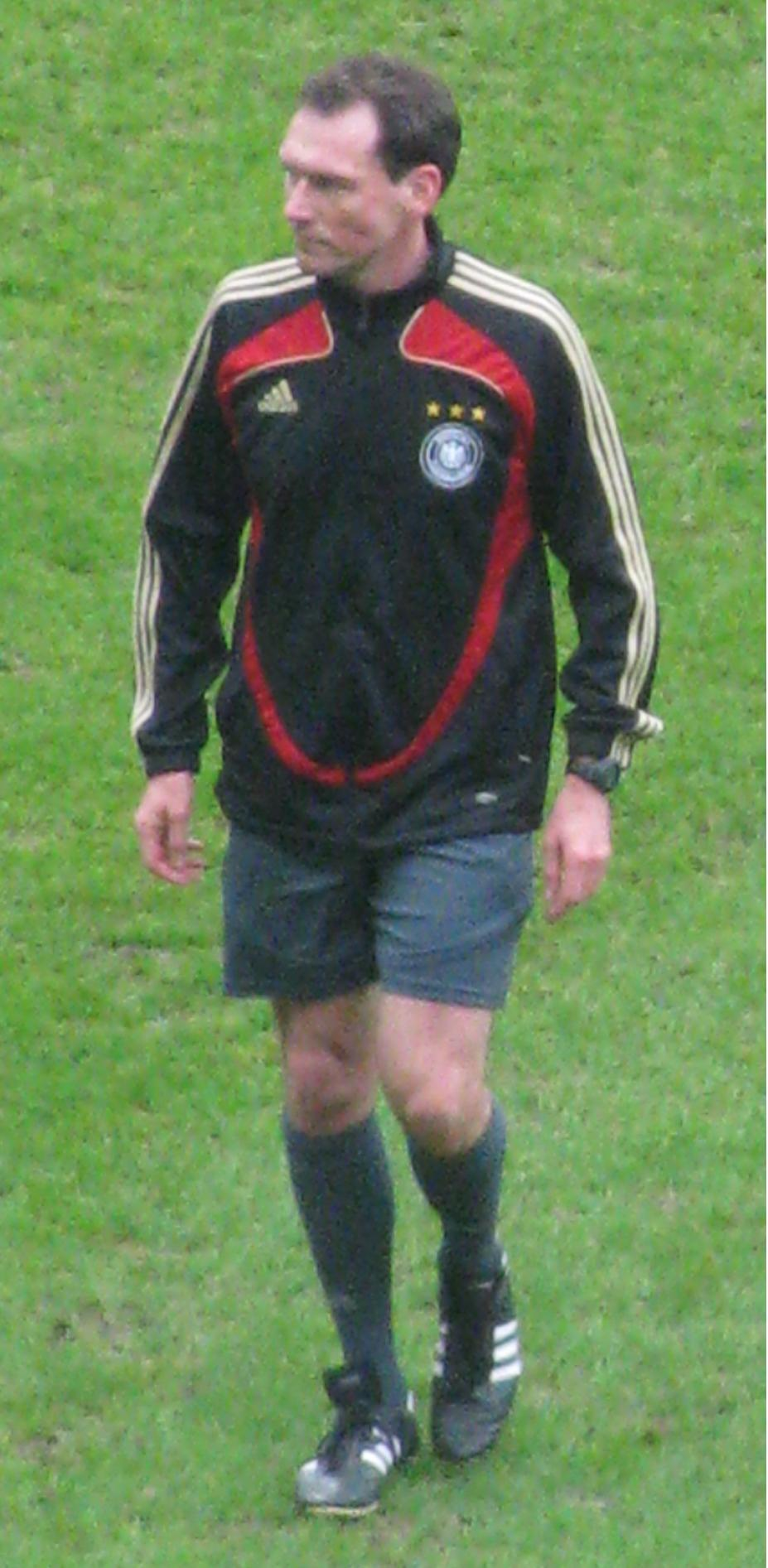
Florian Meyer

Florian Meyer (Braunschweig, 21 november 1968) is een Duits voormalig voetbalscheidsrechter. Hij is sinds 1996 lid van de Duitse voetbalbond (DFB). Sinds 2002 is hij ook aangesloten bij de FIFA. In de Champions Leaguefinale tussen AC Milan en Liverpool in 2007 was hij vierde official. Op 14 mei 2016 floot hij zijn laatste wedstrijd in de Bundesliga.